# محمد مهریار (باستان‌شناس)
محمد مهریار (۱۳۱۸–۱۳۸۳) باستان‌شناس، معمار، مرمتگر و پژوهشگر میراث فرهنگی و معماری ایران بود. از آخرین فعالیت‌های وی نظارت بر بازسازی ارگ بم بود.

## زندگی‌نامه
محمد مهریار، در ۲۳ اردیبهشت ۱۳۱۸ در تهران زاده شد. از سال ۱۳۴۰ تا ۱۳۴۸ در دانشکده هنرهای زیبای دانشگاه تهران در رشته معماری تحصیل نمود. وی از سال ۱۳۴۹ فعالیت حرفه‌ای خود را در زمینه آثار تاریخی معماری ایران آغاز کرد و در سال ۱۳۷۹ در سازمان میراث فرهنگی بازنشسته شد. پس از دوران بازنشستگی، مهریار از تلاش دست برنداشت.
محمد مهریار فردی بود که مرز باستان‌شناسی و معماری را در حیطه مطالعات تاریخی برداشت و معماری را در بوته باستان‌شناسی به مرحله تحلیل رساند. پس از زلزله بم، مهریار تمام نیروی خود را صرف مطالعه و بهینه‌سازی روند ساماندهی و مرمت آثار آسیب دیده کرد مهریار شناخت عمیقی از فرهنگ و تمدن ایران‌زمین داشت. او با میراث فرهنگی سراسر کشور آشنا بود و در تعداد زیادی از بناها، محوطه‌ها، بافت‌های فرهنگی و تاریخی کشور مطالعه و تعدادی از این آثار را کاوش باستان‌شناسانه، حفاظت، مرمت و سازماندهی کرده بود. وی در زمینه‌های پژوهش‌های باستان‌شناسی صاحب‌نظر بود، به گونه‌ای که مجوز انجام کاوش‌های تخصصی باستان‌شناسانه را در اختیار داشت.
وی که به عنوان ناظر بازسازی ارگ بم فعالیت می‌کرد، روز شنبه ۳۱ خرداد ۱۳۸۳ به تهران عزیمت کرد، پیش از رسیدن به جلسه آمادگی برگزاری همایش «باغ‌های ایرانی» بر اثر عارضه قلبی درگذشت.

## فعالیت‌ها
1. معرفی فنی و تخصصی دیوار گرگان و بستر آن
2. مسئولیت آزادسازی و سازمان‌دهی و مطالعات تپه هگمتانه
3. اجرای کاوش‌ها و پژوهش‌های مستقل در تخت سلیمان تکاب
4. پژوهش روی پل‌های تاریخی خوزستان، ایلام و لرستان و پژوهش اساسی روی «پل دختر» لرستان و ارائه طرح بازسازی لرستان
5. مسئولیت پروژه بزرگ تخت‌جمشید، پاسارگاد و طرح جامع تعمیرات پرستشگاه آناهیتا

## تالیفات
1. اسناد تصویری شهرهای ایرانی در دوره قاجاریه (به دو زبان فارسی و انگلیسی)
2. استوناندو
3. نوروز در بیشابور
4. نقش معماری در رمز آئینه سفال
5. از نخستین ارمغان ساقی
6. نخستین خشت
7. نخستین پیاله
8. فهرست گزارش‌های پژوهش، بررسی، کاوش و مقاله‌های مربوط به سخنرانی‌ها
9. ادامه کنکاش‌ها در معبد آناهیتا کنگاور (۱۳۸۳ سازمان میراث فرهنگی و گردشگری)